# Franck Waota
Franck Waota, né le 6 décembre 1971 est un ancien sprinteur ivoirien spécialisé dans le 200 mètres. Il représente son pays aux Jeux olympiques d'été de 1992 à Barcelone en Espagne et de 1996 à Atlanta aux États Unis. Il participe aux Championnats du monde d'athlétisme en 1993. Il a été finaliste du relais 4 × 100 mètres avec l'équipe de relais masculine de Côte d'Ivoire aux Jeux olympiques d'été de 1992 et aux Championnats du monde d'athlétisme de 1993. Il détient des records personnels de 6,65 secondes pour le 60 mètres, 10,28 secondes pour le 100 mètres et 20,68 secondes pour le 200m.
Il termine septième du relais 4 × 100 mètres aux Championnats du monde de 1993, avec ses coéquipiers Ouattara Lagazane, Jean-Olivier Zirignon et Ibrahim Meité. Le même quatuor remporte une médaille d'argent aux Jeux de la Francophonie de 1994. Il était le 200 vainqueur aux Championnats d'Afrique de l'Ouest et du Nord d'athlétisme en 1995.
Participer au 200m  aux Jeux olympiques d'été de 1996, il a été éliminé en quart de finale. Il termine à la deuxième place du 200 m aux Championnats de France d'athlétisme cette même année-là.

## Palmarès
- Championnats de France d'athlétisme en salle
  - 60 mètres : 1994 [5]